# Zavattarello
Zavattarello é uma comuna italiana da região da Lombardia, província de Pavia, com cerca de 1.169 habitantes. Estende-se por uma área de 28 km², tendo uma densidade populacional de 42 hab/km². Faz fronteira com as comunas de Menconico, Nibbiano (PC), Pecorara (PC), Romagnese, Ruino, Valverde, Varzi.
Pertence à rede das Aldeias mais bonitas de Itália.

## Demografia
| Variação demográfica do município entre 1861 e 2011                               |
|                                                                                   |
| Fonte: Istituto Nazionale di Statistica (ISTAT) - Elaboração gráfica da Wikipedia |